# Louise de Bourbon-Lavedan
Louise de Bourbon-Lavedan née le 21 octobre 1548 et décédée le 11 janvier 1637,, est la fille de Jean de Bourbon-Lavedan, Vicomte de Lavedan et de Françoise de Silly. Son père était le fils de Charles de Bourbon-Lavedan, qui était lui-même le fils de Jean II de Bourbon. Elle est abbesse de Fontevraud de 1611 au 11 janvier 1637.

## Biographie
D'abord grande prieure, Louise de Bourbon-Lavedan devient Abbesse de Fontevraud en 1611. En 1618, elle créée un séminaire, le Petit Fontevraud, à la Flèche, pour les religieux de son prieuré Saint-Jean de l'Habit. Elle fait également clôturer ce prieuré.
En 1626, elle rédige le premier Cérémonial de l'Ordre de Fontevrault. En 1632 elle constitue une bibliothèque pour son monastère, elle restaure également le prieuré Saint Lazare au sein de son Abbaye. Son abbatiat est marqué par de nombreux conflits avec les moines de Saint-Jean de l'Habit, les religieux acceptant difficilement l'autorité d'une femme sur eux.